# Andreaskirche bei Rupprechtstegen
Die Andreaskirche ist eine Karsthöhle im Gemeindegebiet der mittelfränkischen Stadt Velden im Landkreis Nürnberger Land in Bayern.

## Beschreibung

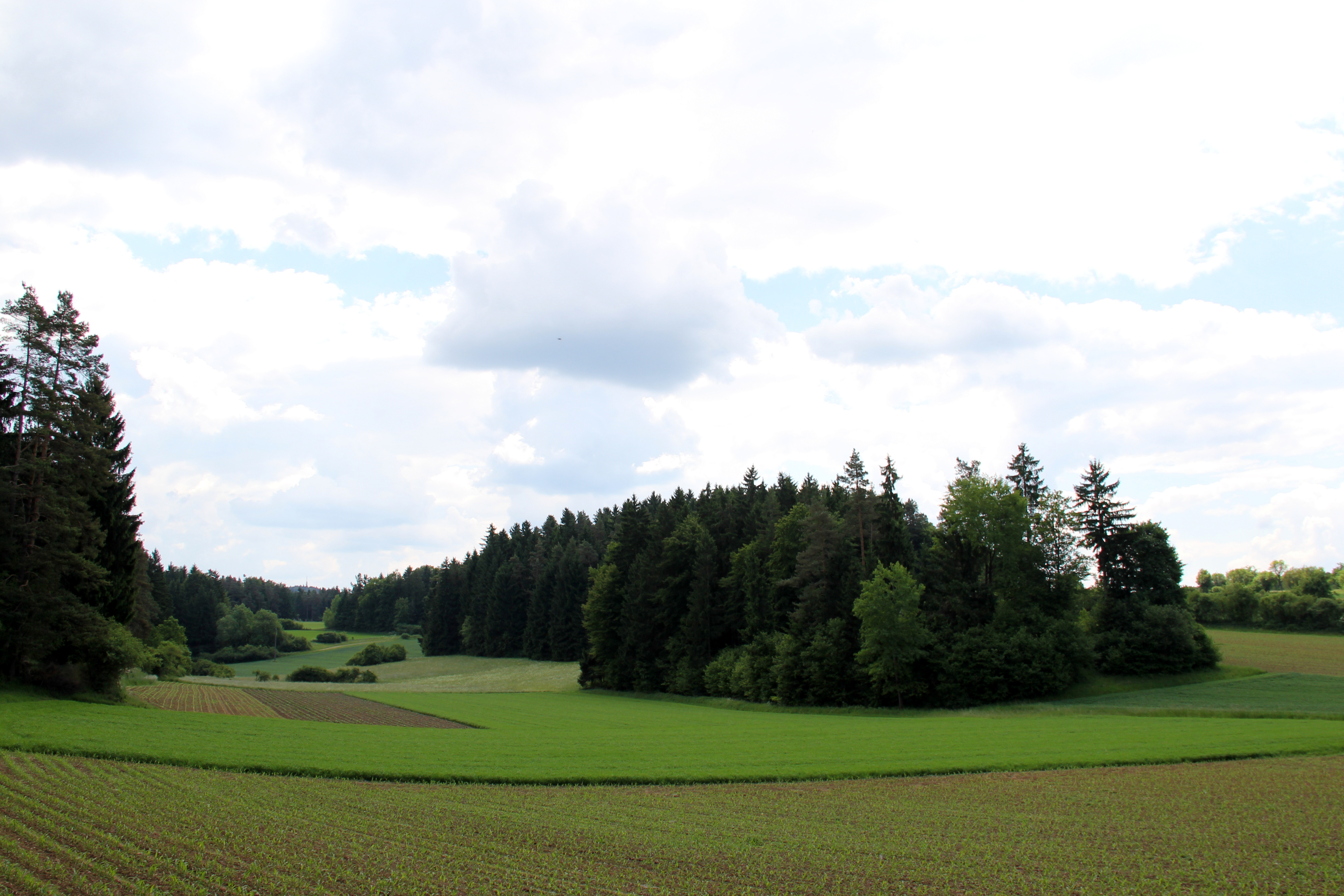
Blick in das Ankatal

Die Höhle liegt im Ankatal etwa 800 Meter nördlich von Rupprechtstegen. Sie ist insgesamt etwa 50 Meter lang. Die Größe des Eingangs richtet sich nach den Maßen der kathedralähnlichen Vorgrotte und beträgt etwa 20 × 11 Meter bei einer Höhe von 7 Metern. Die Höhle hat drei Zugänge. Von der Vorgrotte aus führen einige enge Gänge in das zerklüftete Gestein.
Die Höhle wird stark besucht und es sind nur noch vereinzelt Sintergruppen, Mondmilch und Deckenkolke zu finden. Erwähnenswerte Tropfsteine befinden sich nicht in der Höhle.
Im Höhlenkataster Fränkische Alb (HFA) ist die Höhle als D 13 registriert.

## Geschichte
Wahrscheinlich wurde die Höhle bereits in der Bronzezeit und von den Kelten genutzt. In Krisen- und Kriegszeiten des Mittelalters war sie ein Rückzugsort der umliegenden Bevölkerung. In einer ausgeschlagenen Felsnische stand der Überlieferung nach ein Altar.
Wissenschaftliche Grabungen wurden von Richard Ertl und Ferdinand Birkner durchgeführt. Über deren Grabungsfunde ist nichts bekannt.

## Schutzgebiet
Die Andreaskirche ist als Geotop 574H012 ausgewiesen.

## Zugang
Die Andreaskirche ist ganzjährig frei zugänglich und gefahrlos zu erkunden.
Über zahlreiche Wanderwege ist sie von Rupprechtstegen (Ankatal) oder Raitenberg aus gut erreichbar.